# Ejercicios RIMPAC

Nación líder, 2014 Activos, 2014 Observadores, Anteriores activos, Anteriores observadores

Los Ejercicios RIMPAC, son los más grandes ejercicios de guerra marítima del mundo. El RIMPAC se celebra cada dos años durante los meses de junio y julio, estos ejercicios tienen como base Honolulu, Hawái. Es organizado y administrado por la Flota del Pacífico de la Marina de los Estados Unidos, con sede en Pearl Harbor, en conjunto con el Cuerpo de Marines, la Guardia Costera, y la Guardia Nacional bajo el control del Gobernador de Hawái. El RIMPAC invita a fuerzas militares de la cuenca del Pacífico y más allá para participar. El objetivo del RIMPAC es mejorar la interoperabilidad entre fuerzas armadas de países del Océano Pacífico, también es un medio para promover la estabilidad en la región para el beneficio de todas las naciones participantes. La Marina de los EE. UU. lo describe como una única oportunidad de capacitación que ayuda a los participantes a promover y mantener las relaciones de cooperación para garantizar la seguridad de las rutas marítimas y la seguridad en los océanos del mundo.

## Participantes

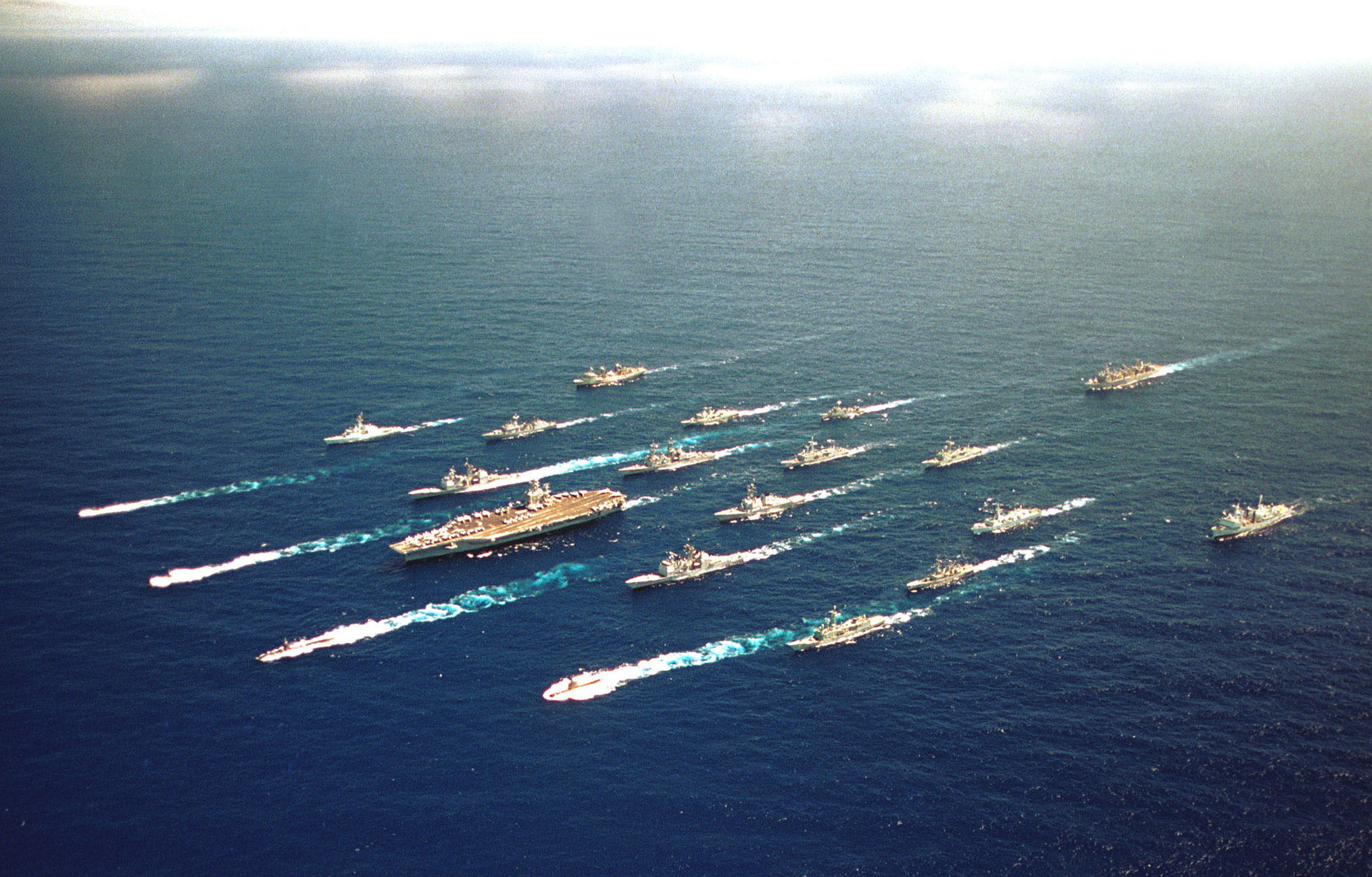
El USS Abraham Lincoln junto a buques de Australia, Canadá, Chile, Japón, y Sur Corea en el RIMPAC de 2000.

El primer RIMPAC, se celebró en 1971, con la participación de Australia, Canadá, Nueva Zelanda, Reino Unido (RU) y Estados Unidos (EU). Australia, Canadá y los Estados Unidos han participado en todos los RIMPAC desde entonces. Otros participantes habituales son Chile, Colombia, Francia, Indonesia, Japón, Malasia, Países Bajos, Perú, Singapur, Corea del Sur, Tailandia y Reino Unido. La Marina Real de Nueva Zelanda fue frecuentemente involucrada en estos ejercicios hasta el 1985, por una controversia por un buque nuclear, pero ha tomado parte en los últimos RIMPACs como en 2012, 2014 Y 2016. Varias naciones que son miembros observantes son generalmente invitados, los miembros que se mantienen observadores son. China, Ecuador, India, México, Filipinas y Rusia, que se convirtieron en un participante activos por primera vez en 2012. Aunque no aportando ningún barco, los países observadores del RIMPAC están involucrados en un nivel estratégico y el uso de la oportunidad para prepararse para una posible participación plena en el futuro. El contingente de Estados Unidos ha incluido un grupo de ataque de portaaviones, submarinos, un centenar de aviones, 20.000 Marineros, infantes de Marina, guardacostas y sus respectivos funcionarios. El tamaño de los ejercicios varía de año a año.

## RIMPAC 2004
El RIMPAC realizado en 2004, incluyó a 40 barcos, siete submarinos, 100 aviones, y casi 18.000 militares de siete marinas, incluyendo Canadá, Australia, Japón, Corea del Sur, Reino Unido y Chile país que envió al Submarino Simpson bajo el mando del entonces Capitán de Fragata Ronald von der Weth Fischer y la Fragata Almirante Lynch bajo el mando del también entonces Capitán de Fragata Francisco García-Huidobro Campos  Se centró en la capacitación multinacional, la construcción de la confianza y la cooperación entre los socios navales participantes. El contraalmirante Patricio M. Walsh, se desempeñó como comandante de la Fuerza de trabajo Multinacional a bordo del USS John C. Stennis.

## RIMPAC 2012
El RIMPAC 2012 fue el número 23 de esta serie de ejercicios, y comenzó el 29 de junio de 2012. 42 barcos, incluyendo el portaaviones USS Nimitz (CVN-68) y otros elementos como el Grupo 11, seis submarinos, 200 aviones y 25.000 marinos de 22 países participaron en el RIMPAC 2012 en Hawái. Los países que más participaron fueron Estados Unidos, Canadá, Japón, Australia, Corea del Sur y Chile. La Marina de los EE. UU. ha demostrado "Su flota verde de biocombustibles que impulsan los buques, se tuvo que adquirir 450.000 litros de biocombustible, la mayor compra de biocombustibles en la historia, a un costo de $12 millones". El 17 de julio el USN Henry J. Kaiser (T-AO-187) entregó 900.000 litros de biocombustible para los buques de EU que iban a participar.
Tropas Australia, Canadá, Chile, Colombia, Francia, India, Indonesia, Japón, Malasia, México, Países Bajos, Nueva Zelanda, Noruega, Perú, la República de Corea, la República de Filipinas, Rusia, Singapur, Tailandia, Tonga, el Reino Unido y los Estados Unidos participaron el los ejercicios. Rusia participó activamente, por primera vez, Filipinas también participó a pesar de su disputa de Scarborough Shoal con China.
El RIMPAC 2012 marcó el debut de la Marina de los Estados Unidos ya que participaron los nuevos P-8A Poseidon terrestres antisubmarino aviones de patrulla, con dos P-8As que participaron en el RIMPAC escenarios de ejercicio para ayudar al Escuadrón de Evaluación y Prueba (VX-1) basado en la Base del Cuerpo Marino de Hawái en Kaneohe Bay.

## RIMPAC 2014
El RIMPAC de 2014 tuvo lugar del 26 de junio al 1 de agosto, con una recepción de apertura el 26 de junio y la recepción de cierre el 1 de agosto.
Por primera vez, la marina real de guerra de Noruega participó activamente en los ejercicios. Noruega envió una fragata clase Fridtjof Nansen y fuerzas especiales para participar. China también fue invitada y envió 1 fragata entre otros equipos; el RIMPAC de 2014 fue la primera vez donde China participó y también la primera vez en que China colabora en maniobras militares dirigidas por EU.  El 9 de junio de 2014, China confirmó que enviaría cuatro naves para el ejercicio, un destructor, 1 fragata, 1 buque de aprovisionamiento y 1 buque hospital.
En el RIMPAC 2014 participó Australia, Brunéi, Canadá, Chile, China, Colombia, Francia, India, Indonesia, Japón, Malasia, México, Países Bajos, Nueva Zelanda, Noruega, Perú, Filipinas, Singapur, Corea del sur, Tonga, Reino Unido y Estados Unidos.  Tailandia quedó fuera de los ejercicios tras el golpe militar del 22 de mayo. La ausencia de Tailandia significa que solo participaron 22 naciones en vez de las 23 naciones que se había sido anunciado anteriormente. El ejercicio implicó 55 embarcaciones, más de 200 aviones y unos 25.000 efectivos.

## RIMPAC 2016
En diciembre de 2015, el Secretario de Defensa estadounidense Ash Carter y el ministro de defensa de la India, Manohar Parrikar, anunciaron que la India podría participar en el RIMPAC 2016.
En abril de 2016, la República popular de China también fue invitada al RIMPAC de 2016, a pesar de la tensión en el Mar Meridional de China.

## RIMPAC 2018
La Armada de Chile fue la primera Marina no angloparlante en dirigir el Componente Marítimo de la Fuerza Combinada del ejercicio Rimpac, el más importante y grande del mundo, que se desarrolla desde 1971 frente a las costas de Hawái.
La elección de la Armada de Chile como líder de los grupos de tarea en Rimpac 2018 es un reconocimiento al alto desempeño alcanzado en las últimas ediciones y a la calidad de su personal que desde su primera participación en 1996 ha ido demostrando su preparación y profesionalismo para asumir diversos desafíos y responsabilidades, dejando en alto el nombre de la institución en este encuentro internacional de las Marinas de la cuenca del Pacífico. Con anterioridad, habían desempeñado esta función las Armadas de Estados Unidos, Australia y Canadá, por lo tanto esta designación ubica a Chile en un situal de liderazgo a nivel latinoamericano y mundial en planificación y conducción de operaciones navales combinadas.